# Huka alba
Huka alba – gatunek pająka z rodziny lejkowcowatych.

## Taksonomia
Gatunek ten opisany został po raz pierwszy w 1973 roku przez Raymonda Roberta Forstera i Cecila Louisa Wiltona w czwartej części monografii poświęconej pająkom Nowej Zelandii. Jako miejsce typowe wskazano brzeg strumienia Waihohonu.

## Morfologia
Pająk o ciele pozbawionym pigmentacji. Holotypowa samica ma karapaks długości 0,57 mm i szerokości 0,39 mm oraz opistosomę (odwłok) długości 0,63 mm i szerokości 0,42 mm. Barwa karapaksu jest słomkowożółta. Ośmioro oczu rozmieszczonych jest w dwóch mniej więcej prostych rzędach. Oczy wszystkich par są podobnych rozmiarów z wyjątkiem oczu przednio-środkowych, które są wyraźnie mniejsze. Czworokąt utworzony przez oczy par środkowych jest czterokrotnie szerszy z tyłu niż z przodu i trzykrotnie dłuższy niż na przedzie szeroki. Szczękoczułki mają po 2 zęby na krawędziach tylnych oraz po 3 zęby na przednich krawędziach bruzd. Szerokość wciętej u podstawy wargi dolnej jest ponad trzykrotnie większa od jej długości. Sternum jest w zarysie prawie owalne.
Odnóża są słomkowożółte. Kolejność par odnóży od najdłuższej do najkrótszej to: IV, I, II, III. Najdłuższa para osiąga 1,24 mm długości. Trzy pierwsze pary odnóży pozbawione są kolców. Pazurki górne po 9 ząbków, a pazurki dolne po jednym ząbku.
Opistosoma (odwłok) jest kremowa. Wyposażona jest w szerokie, trzykrotnie szersze niż długie siteczko przędne o podzielonym pólku przędnym. Kądziołki przędne przedniej pary są szeroko rozstawione.

## Ekologia i występowanie
Gatunek ten jest endemitem Nowej Zelandii. Zasiedla lasy, gdzie bytuje w ściółce i wśród porastających drzewa mchów.